# Saldula palustris
Saldula palustris, auch Sumpf-Springwanze genannt, ist eine Wanze aus der Familie der Uferwanzen (Saldidae).

## Merkmale
Die Wanzen werden 2,9 bis 4,5 Millimeter lang. Die Gattung Saldula umfasst Arten, bei denen das Pronotum komplett schwarz ist und bei denen sich die Hemielytren vollständig überlappen. Die Artbestimmung ist häufig schwierig. Bei Saldula palustris ist der dunkle Strich auf der Mitte der Schienen (Tibien) der Vorderbeine mit der dunklen Basis durchgehend und die blasse Musterung am Corium bildet keine schräge Binde. Die Art ist praktisch kaum von Saldula pallipes unterscheidbar, die jedoch in der Regel in von Süßwasser beeinflussten Lebensräumen auftritt. Es treten makroptere (langflügelige) und brachyptere Tiere mit zurückgebildeten Hemielytren auf.

## Verbreitung und Lebensraum
Die Art ist an den europäischen Küsten südlich bis ins tropische Afrika und östlich bis China und Japan verbreitet. In Mitteleuropa tritt sie an der Nordseeküste und nur vereinzelt an der Ostsee sowie den salzigen Binnenlebensräumen Norddeutschlands auf. In Österreich ist sie nur vom Neusiedler-Becken bekannt. An den Küsten ist die Art häufig, im Binnenland ist sie selten.
Besiedelt werden verschiedene salzige Lebensräume. Im Tidenbereich können sowohl die Nymphen als auch die adulten Tiere Überflutungen von mehreren Stunden überleben.

## Lebensweise
Die langflügeligen Tiere können gut fliegen und lassen sich nachts gelegentlich an künstlichen Lichtquellen beobachten. Die Überwinterung erfolgt als Imago. Im Norden Deutschlands tritt eine Generation pro Jahr auf, wobei die meisten Tiere der neuen Generation im August auftreten.

## Belege